# Ansignan
Ansignan (em catalão:  Ansinyà ou Ancinyà) é uma comuna francesa na região administrativa da Occitânia, no departamento dos Pirenéus Orientais. Estende-se por uma área de 7.84 km², com 168 habitantes, segundo o censo de 2018, com uma densidade de 21 hab/km².